# Stemma della Giordania
Lo stemma del Regno di Giordania (arabo: شعار المملكة الأردنية الهاشمية ) è stato adottato con Direttiva n.558 del 25 agosto 1934 da parte del Consiglio esecutivo (predecessore del Consiglio dei ministri giordano), su un disegno adottato già nel 1921 su richiesta di Abdullah I.

## Blasonatura
Il 21 febbraio 1982 il Consiglio dei ministri emise una Notificazione rimarcando la descrizione ufficiale dello stemma come segue:
"La reale Corona hascemita di Giordania è il simbolo della Monarchia nel paese ed è composta da cinque archi, adornati con perle, che si aprono a ventaglio da sotto il pennacolo e sono attaccati alla base adornata da un disegno di rubini e smeraldi. Sulla base riposano cinque visibili fiori di loto, che denotano la purezza. La Corona è ornata in alto dalla punta di una lancia che rappresenta gli Hashemiti. La Corona poggia sul mantello che rappresenta il Trono reale hashemita, il quale è di velluto cremisi e simboleggia il sacrificio. Il mantello è rifinito con una frangia in oro raccolta su entrambi i lati con corde dorate con nappe per rivelare una fodera di seta bianca, che rappresenta la purezza.
Le due bandiere arabe rappresentano la grande Rivolta araba. La lunghezza di ciascuna delle due è il doppio della loro larghezza e ciascuna è divisa orizzontalmente in tre parti uguali: la banda nera superiore, la banda verde centrale e la banda bianca inferiore. Un triangolo cremisi occupa la parte anteriore, la sua base è uguale alla larghezza della bandiera mentre la sua lunghezza arriva a metà della bandiera. Il volatile simboleggia il potere, la fortezza e l'elevazione. I suoi colori ricordano lo stendardo e il turbante del Profeta Maometto. Il volatile poggia su un globo blu, le sue ali toccano le bandiere su entrambe le estremità. La testa dell'aquila è rivolta alla sua destra. Il globo indica l'emergere dell'Islam nel mondo. 
Nello stemma compaiono armi arabe. Uno scudo di bronzo è decorato con un crisantemo, un motivo comune nell'arte e nell'architettura araba. Lo scudo è posto davanti al globo, a simboleggiare la difesa della verità e della giustizià. Spade e lance dorate, archi e frecce sporgono da entrambi i lati dello scudo e del globo. A circondare lo scudo dalla sua base ci sono tre spighe di grano a destra e una fronda di palma a sinistra. 
Allo stemma è accollato l'Ordine Supremo del Rinascimento, la più prestigiosa onorificenza giordana, sovrastato da un cartiglio giallo con su scritte tre frasi, da destra a sinistra:
Colui che cerca Supporto e Guida in Allah, Il Sovrano del Regno Hashemita di Giordania, Re Abdullah II figlio di al-Hussein di A'oun"